# 魔法少女まどか☆マギカ Magia Exedra
『魔法少女まどか☆マギカ Magia Exedra』（まほうしょうじょまどかマギカ マギアエクセドラ）は、テレビアニメ『魔法少女まどか☆マギカ』を原作としたゲームアプリ。2025年3月26日に先行配信、2025年3月27日にアニプレックスよりiOS版、Android版の、2025年7月17日にWindows版（Steamにて配信）の、それぞれ配信・サービスが開始した。略称は「まどドラ」。

## 概要
2011年初頭より多方面でメディアミックスが展開され、社会現象にもなったテレビアニメ『魔法少女まどか☆マギカ』を原作とした新作ゲームアプリで、2024年4月22日に開発発表とともに同日の読売新聞朝刊にてキャラクター原案の蒼樹うめによる描き下ろしイラストを用いた全面広告が掲載、公式ティザーサイト及びXアカウントが開設され、イメージビジュアルも公開された。
同年6月17日には公式YouTubeチャンネルが開設され、あわせてティザーPVの公開と公式番組の配信予定が発表、同年7月2日に配信された公式番組で作品の概要が明らかにされた。
開発・運営はポケラボ（2025年1月1日よりWFSのポケラボブランド）が担当、また2017年8月から2024年7月にかけて配信・運営されたゲームアプリ『マギアレコード 魔法少女まどか☆マギカ外伝』を手掛けたf4samuraiも共同開発として参画する。
本作品においては『マギアレコード』サービス終了後のアーカイブアプリで発行される連携コードを使うことで、同ゲームのプレイ情報を引き継ぎ、一部機能を利用することができる。

## ゲームシステム

### ストーリー
本ゲームでは原作の『まどか☆マギカ』だけでなく、前作『マギアレコード』や外伝漫画作品の『魔法少女おりこ☆マギカ』『魔法少女かずみ☆マギカ 〜The innocent malice〜』『魔法少女たると☆マギカ The Legend of "Jeanne d'Arc"』『魔法少女すずね☆マギカ』といった一連のシリーズ作品の歴代魔法少女が登場し、彼女達の記憶から物語を追体験していく。
灯台劇場と呼ばれる魔法少女の記憶の光が灯される場所を中心舞台とし、かつて魔法少女だった謎の少女ナマエとともに、記憶の窓から記憶の世界へ向かい、散らばってしまった魔法少女の記憶の光を探しだすことが物語の中心となる。記憶の中には本編とは異なる「IF」を描いたゲームオリジナルのストーリーも含まれる。
さらに、魔法少女の記憶として歴代作品のストーリーを追体験できるようになっており、3DCGや3DムービーだけでなくLive2Dで表現されるアドベンチャーパートとしても再現される。Live2Dは『マギアレコード』時代から表情や色の塗り、モーションなどを含め大幅に改良されている。また、新規に描き起こされたイラストやアニメ本編の映像・画像も用いられている。

### クエスト
主なゲームパートは3DCGで表現されており、最大5人でパーティを編成し、記憶の窓を選択して入った魔女の結界を探索、結界のミニマップ上のマスを進めることで、記憶の光やアイテムを集め、魔女や使い魔と戦闘を繰り広げる。最深部を目指してボスとなる魔女を倒すことでクエストクリアとなる。
バトルパートはターン制のコマンド選択形式となり、魔法少女は召喚されたキオクとして敵と戦い、通常攻撃のほか、SPを消費して強力な攻撃を行うスキル、キオクそれぞれが固有で持ち、ゲージが溜まると任意のタイミングで発動できる必殺技を使うことができる。敵にはバリアとなるブレイクゲージがあり、攻撃することでそれを削っていき、全て削ることでブレイク状態となって大きなダメージを与えることができる。
キオクにはそれぞれロールと属性が存在し、ロールはキャラクターの特徴として「アタッカー」「ブレイカー」「バッファー」「デバッファー」「ディフェンダー」「ヒーラー」の6種類があり、戦略に応じてロールを組み合わせる事で様々なパーティを編成が可能、属性は「光」「闇」「火」「木」「水」「無」の6種類があり、敵も同様に固有の属性を持ち、弱点となる属性で攻撃する事でより多くブレイクゲージを削る、またはHPを減らす事ができる。また、キオクは様々な特性や最大星5のレアリティに応じて1人の魔法少女に対し複数種類存在することもある。
メインクエストやイベントクエストのほか、キオクを育成する素材を集めるための強化クエスト、こころの器のレベルを上げるためのこころの器クエストがある。
クエストクリアやアイテム入手など一定の条件を満たすことで物語の印象的なシーンを一枚絵にしたポートレイトと呼ばれるアイテムが獲得できる。これは『マギアレコード』でのメモリアに相当し、魔法少女に装備させることで強化することが可能となっている。中でもクエストで記憶の光を集めることでピュエラピクトゥーラを完成させることがストーリー上の目的となっており、記憶の光の集めた状況に応じてピュエラピクトゥーラのランクが上がり、アイテム配布や強化クエストの上限解放が行われるほか、ピュエラピクトゥーラを完成させることでもポートレートが入手できる。

### ガチャ・アイテムと育成
キオクの入手は『マギアレコード』と同様にガチャ（アイテム課金）のシステムを採用しており、マギカストーンをクエスト等で入手または購入した上でガチャを引くことで得られる。またゲームの進行具合やクエスト報酬などに応じて手に入れたマギアキーを使って入手することもできる。ガチャの回数に応じてキオクメダルも手に入り、入手から180日以内に200個でピックアップ対象のキオクや星5レアリティの確定マギアキーと交換できる（いわゆる「天井」）。課金アイテムは通常のマギカストーンだけでなく、エクセドラパスという月額課金のサブスクリプションがレギュラーとプレミアムの2種類用意されている。これを購入することで種類に応じてマギカストーンやマギアキーのプレゼント、強化クエストクリア時の育成素材獲得数向上などの特典が得られる。
アイテムはクエスト攻略やゲームの進行に応じた報酬だけでなく、交換所でも所定のメダルで交換することで入手できる。
育成は、クエストクリアなどで得られる経験値でプレイヤー・キオク共にレベルが上がっていく。キオクはエンハンスグロウを使ってレベルを上げることができるが、プレイヤーのレベルがその時点の最大レベルになるため、それを超えてレベルを上げることはできない。強化クエストなどで得られた素材を使ってステータスやスキルなどの強化ができる魔力解放ができるほか、マギアブックを使って必殺技も強化できる。ポートレートもマジカルパレットを使うことでステータス強化ができる。さらにこころの器クエストを後略する、またはこころの砂を使うことでステータス強化が行えるほか、各魔法少女のストーリーやボイス、ポートレートも入手可能となる。
また、キオク・ポートレートともに同じ物を複数入手すると限界突破が行われ、最大5段階でステータスなどの強化が可能となる。キオクに関しては5段階を超える（7つめ以上を獲得）すると、レアリティに応じた数のリメインメダルが得られ、入手から180日以内にマギアキーやマギアブックと交換ができる。
2025年7月17日からは追加の育成要素として能力晶花（のうりょくしょうか）が実装されており、専用の強化クエストを攻略することで晶花アビリティを入手でき、それを装備することで追加の能力が得られるようになっている。晶花アビリティは各キオク専用のEXを最上位としてS、A、Bの4ランクで様々な物が用意されており、オープンヴェイスでスロットを解放することで最大3つまで装備可能なほか、ペイントドロップを使うことでブーストとしてさらにアビリティがランダム抽選により付与可能となっている。

### その他のコンテンツ
メインクエスト以外にもやりこみ要素として、メインクエスト攻略後に再び対象クエストで敵と高難易度で戦うことができるバトルモード・ナイトメアモード・カオスモードや『マギアレコード』の鏡の魔女の結界空間で敵と戦い続ける踏破型クエストのタワー、対象の敵を倒し難易度に応じて得られる点数を競うスコアアタック、他のプレイヤーの編成とオートバトルによるPvPが行えるプレイヤーマッチなどのコンテンツも用意されている。また、コミュニティ機能も搭載されており、他のプレイヤーとユニオンを組み、チャットや協力プレイを行う事が可能となる。2025年8月末からは通常はシングルプレイだが、ユニオンあるいは全プレイヤーに救援を出すことでレイド形式にすることができるリンクレイドが実装される。

## 登場キャラクター

### 本作品のオリジナルキャラクター
ナマエ
声 - 小宮山あかり
灯台劇場に迷い込んだ少女。かつては魔法少女だったが、今では自分自身の名前だけでなく、記憶や姿も失ってしまっている。
プレイヤーの分身となるキャラクターで、チュートリアル終了後にプレイヤーネームをつけることが可能となる。
A-Q
声 - 竹達彩奈
外見は身体の一部が緑色になったキュゥべえのように見えるが、キュゥべえではない謎の存在。灯台劇場でナマエが出会い、記憶の光を探し出すためナマエをナビゲートする。
ヨダカ
声 - 花澤香菜
灯台劇場に店を構える鳥のような謎の生物。ゲームにおけるショップの役割を担う。

### プレイアブルキャラクター
作中で「キオク」として登場する魔法少女たち。

#### 魔法少女まどか☆マギカ
ここでは便宜上『[新編] 叛逆の物語』以降に登場のなぎさと『魔法少女まどか☆マギカ scene0』で登場のまばゆも含める。
鹿目まどか（かなめ まどか） / アルティメットまどか
声 - 悠木碧
暁美ほむら（あけみ ほむら）
声 - 斎藤千和
巴マミ（ともえ マミ） / ホーリーマミ
声 - 水橋かおり
美樹さやか（みき さやか）
声 - 喜多村英梨
佐倉杏子（さくら きょうこ）
声 - 野中藍
百江なぎさ（ももえ なぎさ）
声 - 阿澄佳奈
愛生まばゆ（あき まばゆ）
声 - 早見沙織

#### マギアレコード
| チームみかづき荘 環いろは（たまき いろは） 声 - 麻倉もも 七海やちよ（ななみ やちよ） 声 - 雨宮天 由比鶴乃（ゆい つるの） 声 - 夏川椎菜 深月フェリシア（みつき フェリシア） 声 - 佐倉綾音 二葉さな（ふたば さな） 声 - 小倉唯 環うい（たまき うい） 声 - 石見舞菜香 チームももこ 十咎ももこ（とがめ ももこ） 声 - 小松未可子 水波レナ（みなみ レナ） 声 - 石原夏織 秋野かえで（あきの かえで） 声 - 大橋彩香 マギウス・マギウスの翼 里見灯花（さとみ とうか） 声 - 釘宮理恵 柊ねむ（ひいらぎ ねむ） 声 - 諸星すみれ アリナ・グレイ 声 - 竹達彩奈 天音月夜（あまね つくよ） 声 - 内田真礼 天音月咲（あまね つかさ） 声 - 内田彩 | サブキャラクター 御園かりん（みその かりん） 声 - 金元寿子 竜城明日香（たつき あすか） 声 - 瀬戸麻沙美 空穂夏希（うつほ なつき） 声 - 杜野まこ 常盤ななか（ときわ ななか） 声 - M・A・O 夏目かこ（なつめ かこ） 声 - 鈴木絵理 純美雨（ちゅん めいゆい） 声 - 西明日香 伊吹れいら（いぶき れいら） 声 - 高野麻里佳 桑水せいか（くみ せいか） 声 - 和氣あず未 相野みと（あいの みと） 声 - 長縄まりあ 粟根こころ（あわね こころ） 声 - 近藤玲奈 更紗帆奈（さらさ はんな） 声 - 岡咲美保 | 眞尾ひみか（まお ひみか） 声 - 大空直美 五十鈴れん（いすず れん） 声 - 尾崎由香 静海このは（しずみ このは） 声 - Lynn 遊佐葉月（ゆさ はづき） 声 - 佳村はるか 三栗あやめ（みくり あやめ） 声 - 木戸衣吹 加賀見まさら（かがみ まさら） 声 - 石上静香 綾野梨花（あやの りか） 声 - 伊藤かな恵 千秋理子（ちあき りこ） 声 - 赤尾ひかる アシュリー・テイラー 声 - 天城サリー 入名クシュ（いりな クシュ） 声 - 古賀葵 |

#### 魔法少女おりこ☆マギカ
美国織莉子（みくに おりこ）
声 - 早見沙織
呉キリカ（くれ キリカ）
声 - 井口裕香
千歳ゆま（ちとせ ゆま）
声 - 久野美咲

### その他のキャラクター
ゲーム中のストーリーに登場するキャラクター。

| 魔法少女まどか☆マギカ キュゥべえ 声 - 加藤英美里 鹿目詢子（かなめ じゅんこ） 声 - 後藤邑子 鹿目知久（かなめ ともひさ） 声 - 岩永哲哉 鹿目タツヤ（かなめ タツヤ） 声 - 水橋かおり 志筑仁美（しづき ひとみ） 声 - 新谷良子 上条恭介（かみじょう きょうすけ） 声 - 吉田聖子 早乙女和子（さおとめ かずこ） 声 - 岩男潤子 中沢（なかざわ） 声 - 松岡禎丞 ショウ 声 - 飛田展男 ホスト 声 - 三木眞一郎 佐倉モモ（さくら モモ） 声 - 設楽麻美 エイミー 魔法少女まどか☆マギカ scene0 愛生咲笑（あき さきえ） | マギアレコード 小さいキュゥべえ 八雲みたま（やくも みたま） 梓みふゆ（あずさ みふゆ） 雪野かなえ（ゆきの かなえ） 安名メル（あんな メル） 和泉十七夜（いずみ かなぎ） 八雲みかげ（やくも みかげ） 瀬奈みこと（せな みこと） 志伸あきら（しのぶ あきら） 春名このみ（はるな このみ） 木崎衣美里（きさき えみり） 都ひなの（みやこ ひなの） 矢宵かのこ（やよい かのこ） 魔法少女おりこ☆マギカ 浅古小巻（あさこ こまき） 浅古小糸（あさこ こいと） 優木沙々（ゆうき ささ） 人見リナ（ひとみ リナ） 朱音麻衣（あかね まい） 佐木京（さき みやこ） 煤名美緒（すすな みお） |

## 主題歌
lighthouse
FictionJunction feat. LINO LEIAによるオープニング主題歌。作詞・作曲・編曲は梶浦由記。

## 漫画
マギア☆エトセトラ
『マギアレコード』公式サイトで連載された『マギア☆レポート』に続く形で、PAPAによる公式宣伝漫画が本作品公式サイトで2024年9月17日より連載されている。当初は『いまからはじめるエクセドラ』というタイトルでナマエとA-Q、ヨダカによって話が進んでいたが、第11回よりまどかといろはが加わり、第13回より現タイトルに変更された。

## 関連番組

### 魔法少女まどか☆マギカ Magia Exedra エクセドラ通信
本作品の最新情報を発信する公式番組として、本作品公式YouTubeチャンネルにて生配信（事前収録の場合あり）。
1. 2024年7月2日配信。出演：麻倉もも、加藤英美里、小宮山あかり。この回では『マギアレコード』終了直前でもあることから同作の振り返りも行った[15]。
2. 2024年7月2日配信。出演：小宮山あかり、加藤英美里、夏川椎菜、金鐘秀（ポケラボ開発責任者）[20]
3. 2025年3月8日配信。出演：小宮山あかり、斎藤千和、雨宮天、金鐘秀[28]
4. 2025年3月24日配信。出演：小宮山あかり、竹達彩奈、金鐘秀[29]
5. 2025年4月29日配信。出演：小宮山あかり、斎藤千和、金鐘秀[30]。この回は事前収録を行った。
6. 2025年5月26日配信。出演：小宮山あかり、金鐘秀[31]
7. 2025年6月24日配信。出演：小宮山あかり、竹達彩奈、金鐘秀[32]
8. 2025年7月15日配信。出演：小宮山あかり、金鐘秀、悠木碧（VTR出演）。この回では本作品だけでなく、劇場版新作『ワルプルギスの廻天』の最新情報も発表された[33]。
9. 2025年7月31日配信。出演：小宮山あかり、金鐘秀。本来は30日に生配信する予定だったが、同日発生したカムチャツカ半島地震による津波警報発令を受け、配信を1日順延し事前収録に切り換えた[34]。
10. 2025年8月14日配信。出演：小宮山あかり、金鐘秀[24]

### 魔法少女まどか☆マギカ Radio Exedra
文化放送で2025年4月6日より、隔週日曜19時30分 - 20時に放送の本作品の公式ラジオ番組。地上波・radikoのほか、本作品公式YouTubeチャンネルでも同時配信される。ゲームの最新情報やゲストを招いてのトークを繰り広げる。パーソナリティはナマエ役の小宮山あかりが担当。放送しない週は特番枠として使われ、このうち本作品に関連した、または本作品出演声優による番組には『魔法少女まどか☆マギカ Radio Exedra Special Edition』を冠することがある。便宜上放送リストではこれらの番組も扱う。

#### 放送リスト
| 放送回 | 放送日                | ゲスト / 特番枠時のタイトル SP：Special Edition、特：それ以外の特番編成 | 備考 |
| ------ | --------------------- | ----------------------------------------------------------------------- | --- |
| 1      | 2025年 4月6日         | 野中藍                                                                  | |
| SP1    | 4月13日               | 魔法少女まどか☆マギカ ミュージックヒストリア #1                         | これまでのシリーズの世界を彩る楽曲を紹介。 パーソナリティは小宮山あかりが担当。 |
| 2      | 4月20日               | 石原夏織                                                                | |
| SP2    | 4月27日               | 魔法少女まどか☆マギカ ミュージックヒストリア #2                         | |
| 3      | 5月4日                | 悠木碧                                                                  | |
| SP3    | 5月11日               | 小松未可子のSunday Share Night                                          | 2025年3月まで放送・配信されていた同番組の復活版として放送。 |
| 4      | 5月18日               | 麻倉もも                                                                | |
| SP4    | 5月25日               | 雨宮天の語れ!青の歌謡曲!スペシャル 前編                                 | 2021年6月と2023年2月の過去2回放送された特番の3回目として前後編で放送。 前編ではアーティストデビュー10周年を迎えた雨宮がこれまでの活動を振り返った。 |
| 5      | 6月1日                | 早見沙織                                                                | |
| SP5    | 6月8日                | 雨宮天の語れ!青の歌謡曲!スペシャル 後編                                 | 後編では3枚目となる歌謡曲カバーアルバムについて語った。 |
| 6      | 6月15日               | 内田彩                                                                  | |
| 特     | 6月22日               | Neu天才軍師                                                             | 2025年3月まで超!A&G+で配信されていた同番組の復活版として放送。 |
| 7      | 6月29日               | 諸星すみれ                                                              | |
| 特     | 7月6日                | 出禁のモグラジオ #1                                                     | 2025年7月放送開始のテレビアニメ『出禁のモグラ』の関連番組として不定期放送予定。 |
| 8      | 7月13日               | 竹達彩奈                                                                | |
| SP6    | 7月25日 21:00 - 21:30 | 麻倉もものめいきゅーりっすんみー                                        | 麻倉のニューシングルリリースにあわせた特番として放送。 20日の本来の放送時間は『文化放送 参議院選挙開票スペシャル 決戦!125議席』（20:00 - 翌21日0:00）放送による特別編成に伴い、 『MOMO・SORA・SHIINA Talking Box』（月曜（日曜深夜）1:30 - 2:00）の放送時間繰り上げに割り当て、本枠を臨時枠移動。 |
| 9      | 7月27日               | ゲストなし                                                              | |
| 特     | 8月3日                | 出禁のモグラジオ #2                                                     | |
| 10     | 8月10日               | 悠木碧                                                                  | |
| 特     | 8月17日               | 出禁のモグラジオ #3                                                     | |
| 11     | 8月24日               | 雨宮天                                                                  | |

| 文化放送 日曜 19:30 - 20:00 | 文化放送 日曜 19:30 - 20:00                                                            | 文化放送 日曜 19:30 - 20:00 |
| 前番組                      | 番組名                                                                                 | 次番組                      |
| --------------------------- | -------------------------------------------------------------------------------------- | --------------------------- |
| ジャンプラのラジオ          | 魔法少女まどか☆マギカ Radio Exedra （2025年4月6日 - ） ※隔週放送、未放送週は特番枠扱い | -                           |

## イベント
Magia Day 2024
これまで『マギアレコード』の周年記念イベントとして開催されてきたのを引き継いで、本作品のイベントとして2024年8月25日に有楽町朝日ホールで開催、YouTube Liveでも配信された。声優陣による朗読劇、これまでのMagia Dayの振り返り、本作品の最新情報の発表などが行われた。
出演：小宮山あかり、悠木碧、水橋かおり、喜多村英梨、野中藍、加藤英美里、麻倉もも、雨宮天、夏川椎菜、金鐘秀、森遥香（フリーアナウンサー、MC）
Magia Day 2025 -Half Anniversary-
サービス開始から半年を記念したイベントとして、2025年9月28日に品川インターシティホールで開催予定、YouTube Liveでも配信予定。
出演：小宮山あかり、悠木碧、斎藤千和、水橋かおり、喜多村英梨、野中藍、阿澄佳奈、金鐘秀、森遥香（MC）